# Heinz Herz
Heinz Herz (* 24. Juni 1907 in Chemnitz; † 1. November 1983 in Jena) war ein deutscher Historiker. Er war Hochschullehrer an den Universitäten Greifswald, Rostock und Jena.

## Leben
Heinz Herz wurde als Sohn des evangelischen Pfarrers und späteren Theologieprofessors Johannes Heinrich Herz in Chemnitz geboren und wuchs in Leipzig auf, wo er ab Ostern 1917 das König-Albert-Gymnasiums und zuletzt die berühmte Thomasschule besuchte, an der er 1926 das Abitur ablegte.
Anschließend studierte er an den Universitäten München, Frankfurt am Main und Leipzig Rechtswissenschaften, Volkswirtschaftslehre und Geschichte. 1930 promovierte er zum Dr. jur., 1932 als Volkswirtschaftler zum Dr. phil. Da ihm in der nationalsozialistischen Zeit die Möglichkeit zu akademischer Weiterqualifikation (Habilitation) versagt war, arbeitete er in den folgenden Jahren in verschiedenen Berufen, unter anderem als Bankangestellter, als Lehrer an der Sächsischen Gemeindeverwaltungs- und Sparkassenschule, schließlich als Leiter des Statistischen Amtes der Stadt Stettin. 1945 wurde er als Dozent (zunächst für „Politische und soziale Probleme der Gegenwart“) an die Universität Greifswald berufen, 1947 zum Titularprofessor ernannt und zum Professor für Staatsrecht und Geschichte (später auch für Statistik) an die Universität Rostock berufen. In Rostock war er zwischenzeitlich Direktor der Universitätsbibliothek und erhielt 1957 eine Professur mit Lehrauftrag für Allgemeine Geschichte, 1959 wurde er zum Professor für Allgemeine Geschichte an die Universität Jena berufen, wo er bis zu seiner krankheitsbedingt vorzeitigen Pensionierung 1971 wirkte.
Politisch hatte Herz sich in den späten 20er Jahren der bürgerlich-liberalen DDP angeschlossen. Am 22. Juni 1937 beantragte er die Aufnahme in die NSDAP und wurde rückwirkend zum 1. Mai desselben Jahres aufgenommen (Mitgliedsnummer 4.156.516). Ab 1946 schloss er sich der SPD bzw. nach der Zwangsfusion der SED an. Trotz der Mitgliedschaft in totalitären Parteien blieb er aber ein sehr selbstständiger Denker, der zum Teil auch Spannungen mit der SED auszuhalten hatte. Unter anderem distanzierte er sich nicht von seiner bürgerlich-christlichen Herkunft.

## Werk
Herz war ein außerordentlich vielseitig interessierter Historiker, der sich neben Themen der neuzeitlichen Geschichte unter anderem ausführlich mit Byzantinistik und der Erforschung des Lebens und Werkes von Johann Sebastian Bach beschäftigte. Seiner breiten Bildung und seinen vielseitigen Interessen steht allerdings ein nur wenig umfangreiches literarisches Werk gegenüber. Sein opus magnum „Morgenland-Abendland“ widmet sich der Destruktion eines etwa auf Leopold von Ranke und Jacob Burckhardt beruhenden abendlandzentrierten Geschichtsbildes, das das Abendland als isolierte, aus sich heraus verständliche und in sich ruhende Einheit versteht. Herz stellt in einem großen epochenübergreifenden Durchgang von der Zeit des Alten Orients an dar, wie Europa immer wieder vom Orient her befruchtet wurde und seine Kulturgeschichte nur in dieser Symbiose verstanden werden kann. Das 1963 erschienene Werk, das von großer historischer Kenntnis zeugt, wenn es auch dem weiten Themenfeld entsprechend kaum auf eigenen Quellenstudien beruht, richtete sich vordergründig gegen die Berufung auf das christliche Abendland in konservativen Kreisen der westlichen Politik, ihm wurde aber wohl nicht zu Unrecht auch eine Stoßrichtung gegenüber der marxistisch-leninistischen Geschichtsphilosophie unterstellt. Ein weiteres monographisches Werk von Herz beschäftigt sich mit dem christlich motivierten Pazifisten und Sozialreformer Moritz von Egidy.

## Auszeichnungen
1972 – Vaterländischer Verdienstorden in Bronze

## Schriften (Auswahl)
- Über Wesen und Aufgaben der politischen Statistik. Eine statistische Studie. Waldenburg 1932; zugleich Dissertation Leipzig 1932.
- Morgenland – Abendland. Fragmente zu einer Kritik abendländischer Geschichtsbetrachtung. Leipzig 1963.
- Alleingang wider die Mächtigen. Ein Bild vom Leben und Kämpfen Moritz von Egidys. Koehler & Amelang, Leipzig 1970.
- als Hrsg.: Briefe der Herzogin Elisabeth Charlotte von Orléans an ihre Geschwister. Koehler & Amelang, Leipzig 1972.